# William Molyneux (2e comte de Sefton)
William Philip Molyneux, 2e comte de Sefton (18 septembre 1772 – 20 novembre 1838), également connu en tant que Lord Dashalong, est un sportif, joueur et ami de George IV.

## Vie personnelle
Né en 1772, il est le seul fils de Charles Molyneux (1er comte de Sefton) et Isabella Stanhope, fille du comte de Harrington. En 1792, il épouse Maria Craven (en), fille de William Craven (6e baron Craven). Il a quatre fils et six filles. Il devient comte en 1795 et est remplacé à sa mort en 1838, par son fils aîné Charles Molyneux (3e comte de Sefton).

## Carrière politique
Éduqué au Collège d'Eton et à l'Université d'Oxford, malgré une tentative infructueuse pour être député de Liverpool en 1818, il siège comme député whig de Droitwich, Worcs entre 1816 et 1831. Sefton s'oppose à la construction de la première ligne de chemin de fer, le Liverpool-Manchester, en 1824, et fait tout son possible pour l'empêcher.
Le 20 juin 1831, il est créé baron de Sefton de Croxteth ce qui lui permet de siéger à la Chambre des lords. Il accepte la gérance de la seigneurie de Est Hundred dans le comté de Berkshire.

## Vie Sportive
Sefton est un fervent joueur et sportif, fondateur et organisateur d'évènements sportifs.
Il est le troisième homme à être nommé Maître de La Quorn (en) (1800-1805). En 1836, il fonde la Waterloo Cup, une course dans le Lancashire, un événement qui est très populaire, à son apogée, et attire de grandes foules. La dernière Waterloo Cup a lieu en 2005. Au fil des ans, Aintree a été le site de courses privées de la famille Molyneux et leurs amis, dont les Stanleys. Lord Sefton loue des terres à Aintree pour l'hôtel Waterloo (un hôtel à Liverpool, rue du Ranelagh) pour aider à établir ce qui est maintenant l'Hippodrome d'Aintree, la maison Grand National de Steeple-chase, dont il est l'un des principaux sponsors et un membre du comité.
À Londres, il acquiert le surnom de "Lord Dashalong" en raison de son penchant pour la course à travers les rues dans une calèche à quatre chevaux, avec Lord Worcester, Lord Barrymore, John Lade, le colonel Berkeley et Charles Buxton, Lord Sefton est l'un des membres fondateurs du Driving club (en).
Il est membre du White's (en), un club de Londres. Son épouse, Lady Molyneux, est une patronne du club Almack, dont sa mère a été une des fondatrices. Elle est un personnage mineur dans plusieurs romans de Georgette Heyer.
Son siège de famille est Croxteth Hall à Liverpool. Il a également résidé à Stoke Ferme, Berkshire et à 21 Arlington Street, à Londres.